# Anissa Meksen
Anissa Meksen (Nancy, Francia; 29 de abril de 1988) es un peleadora de Muay thai y kickboxer franco-argelina que actualmente compite en la categoría de peso peso átomo de ONE Championship, donde pelea tanto en Muay Thai como en Kickboxing. Es la campeona reinante de Peso Gallo de K1 de ISKA y la campeona reinante de Peso Gallo de K1 de WAKO.
Es una dos veces campeona de peso súper gallo de Glory, y la ex-campeona de Peso Mosca de Muay Thai de WPMF.
WBC Muaythai la posiciona en el #1 del ranking de Peso Súper Mosca desde octubre de 2022, Desde marzo de 2022, Combat Press posiciona a Meksen como la #2 entre las mejores kickboxers libra por libra del mundo.
En 2014 recibió el premio de Peleadora del Año de Muaythai TV, mientras que Awakening Fighters la premio con el reconocimiento de Peleadora del Año, Peleadora Inspiradora del Año y KO del Año (contra Adi Rotem). En 2017 Combat Press la eligió como su Peleadora del Año. En el mismo año, Glory Kickboxing la escogió como su Debutante del Año.

## Carrera de Kickboxing y Muay Thai

### Carrera temprana
En 2008 Meksen participó en el torneo Nuit de Champions En los cuartos de final, derrotó a Maiva Hamadouche. En las semifinales, derrotó a Jacqueline Beroud. En la final del tornoe peleó contra Cyrielle Girodias y ganó por decisión unánime.
Durante el World Muaythai Auspicious Celebration, Meksen peleó contra Monoprangroj Kampetch por el título de Peso Gallo de S1 Savante. Ganó la pelea por decisión unánime.
Luego de ganar sus suguientes dos peleas, Meksen desafió a Sor Tawanrung Kwanjai por el título de Muay Thai de WPMF. Meksen perdió la pelea por decisió.
Meksen ganó sus siguientes dos peleas, antes pelea nuevamente por el título de Muay Thai de WPMF, esta vez contra Hongthong Liangbrasert. Meksen ganó la pelea por decisión unánime.
En 2014, participó en la temporada cinco de Enfusion: Victory of the Vixen. Meksen ganó sus primeras tres peleas y enfrentó a Iman Barlow en la final. Ganó la pelea por un espectacular KO en el segundo asalto.
Meksen tuvo una racha de cinco victorias consecutivas, ants de pelear por el título europeo de peso gallo de Muay Thai de WFC contra Yolande Alonso. Ganó la pelea por KO en el primer asalto.
En 2015, entró al Torneo de Peso Gallo de K-1 de Kunlun. Derrotó a Kailin Ren en los cuartos de final, y a Xu Zhurong en las semifinales para finalmente enfrentar a E Meidie en la final de torneo. Perdió la pelea por decisión, luego de dos asaltos extra.
Luego de otra racha de cinco peleas consecutivas, Meksen enfrentó a Therese Gunnarsson por el título de peso gallo de K-1 de WAKO. Ganó la pelea por decisión unánime.
Meksen ganó sus siguientes cinco peleas antes de enfrentar a Chiara Vincis por el título de peso gallo de ISKA. Ganó la pelea y el título por decisión unánime.

### Glory Kickboxing
En 2017 enfrentó a Funda Diken Alkayis Glory 47. Meksen ganó la pelea por TKO en el tercer asalto.
En Glory 48, Anissa Meksen derrotó a Tiffany van Soest para ganar el título de Glory.
Su primera defensa titular fue en Glory 53 contra Amel Dehby. Meksen ganó la pelea por decisión unánime.
En Glory 56, enfrentó a Jady Menezes en la segunda defensa de su título. Meksen perdió una extremadamente controversial decisión dividida, que sería nombrada como el "Robo del Año" por Combat Press. Meksen recuperaría su título en una revancha tres meses después por TKO en el segundo asalto.
En la primera defensa de su segundo reinado, Meksen enfrentó a Tiffany van Soest. Meksen ganó la pelea por decisión dividida. En su segunda defensa titular, enfrentó a Sofia Olofsson. Ganó la pelea por TKO, luego de que el médico detuviera la pelea a los dos minutos del primer asalto.
En Glory 71, tuvo una pelea de trilogía contra Tiffany van Soest. Meksen perdió la pelea por decisión unánime.
El 23 de agosto de 2020, fue reportado que Meksen había firmado con ONE Championship.

### ONE Championship
Durante ONE On TNT IV, Chatri Sityodtong anunció que Meksen haría su debut promocional en una pelea de Kickboxing de Peso Paja contra la italiana Martine Michieletto, el 28 de mayo de 2021 en ONE Empower. Meksen fue reagendada para enfrentar a la también debutante, Cristina Morales, el 3 de septiembre de 2021. Ganó la pelea por KO en el segundo asalto.
Meksen enfrentó a la estonia Marie Ruumet en una pelea de Muay Thai en ONE 156 el 22 de abril de 2022. Ganó la pelea por una dominante decisión unánime. Meksen pidió enfrentarse a la campeona reinante de kickboxing de peso átomo de ONE, Janet Todd, en su entrevista posterior a la pelea, diciendo: "Quiero a Janet Todd por una oportunidad titular en kickboxing".
Meksen enfrentó a Daokongfah Banchamek en ONE on Prime Video 2, el 30 de septiembre de 2022. Ganó la pelea por una muy dominante decisión unánime.
El 12 de septiembre de 2022, se anunció que Meksen enfrentaría a la Campeona del Grand Prix de Peso Átomo de ONE Stamp Fairtex en un combate de reglas mixtas, alternando entre Muay Thai y MMA, en ONE Fight Night 6, el 13 de enero de 2023. El día del pesaje, Meksen no se presentó por problemas familiares y fue reemplazada por Anna "Supergirl" Jaroonsak en una pelea de kickboxing de peso paja.

#### Oportunidad por el Campeonato Interino de Kickboxing de Peso Átomo de ONE
El 11 de enero de 2023, durante la conferencia de prensa de ONE Fight Night 6, el CEO de ONE Championship Chatri Sityodtong anunció que Meksen enfrentaría a Stamp Fairtex por el Campeonato Mundial Interino de Kickboxing de Peso Átomo Femenino de ONE, en una fecha por anunciar.
El 31 de octubre de 2023, se anunció que Meksen enfrentaría a Phetjeeja Lukjaoporongtom por el Campeonato Mundial Interino de Kickboxing de Peso Átomo de ONE el 22 de diciembre de 2023, en ONE Friday Fights 46.

## Carrera de artes marciales mixtas
ARES FC
El 1 de marzo de 2023, se anunció que Meksen había firmado con ARES FC y haría su debut en MMA el 11 de mayo de 2023.

## Campeonatos y logros

### Kickboxing
- Glory
  - Campeonato femenino de Peso Súpero Gallo (Dos veces)
    - Tres defensas titulares exitosas (entre dos reinados)
- International Sport Karate Association
  - Campeonato Mundial de Peso Gallo de K-1 de ISKA
- All Fight System Organization
  - Campeonato de K-1 de Peso Súper Gallo de AFSO
- World Association of Kickboxing Organizations
  - Campeonato Mundial de Peso Mosca de WAKO
- Kunlun Fight
  - Finalista del Torneo de -52 kg K-1 de Kunlun de 2015
- Enfusion
  - Ganadora del Torneo de -54kg K-1 de Enfusion

### Muay Thai
- ONESONGCHAI
  - Campeón Mundial de S1
- World Fighting Championship
  - Campeonato Europeo de -54 kg de WFC
- Venum Muay Thai
  - Campeonato de -54 kg de Venum
- World Professional Muaythai Federation
  - Campeonato Mundial de -54 kg de Muay Thai de WPMF
- World Boxing Council Muaythai
  - Título Mundial de -53 kg de Muay Thai de WBC
  - Campeón Europeo de -53 kg de Muay Thai de WBC

### Savate
- Savate Championships
  - Campeón Mundial de Savate
  - Campeonato Europeo de Savate
  - Campeonato Francés de Savate

### Boxeo
- Federation Francaise de Boxe (French Boxing Federation)
  - Campeonato femenino de Peso Súper Gallo (Una vez; actual)

## Récord en Kickboxing y Muay Thai
| Récord en Kickboxing y Muay Thai                                                | Récord en Kickboxing y Muay Thai | Récord en Kickboxing y Muay Thai | Récord en Kickboxing y Muay Thai                   | Récord en Kickboxing y Muay Thai       | Récord en Kickboxing y Muay Thai | Récord en Kickboxing y Muay Thai | Récord en Kickboxing y Muay Thai |
| ------------------------------------------------------------------------------- | -------------------------------- | -------------------------------- | -------------------------------------------------- | -------------------------------------- | -------------------------------- | -------------------------------- | -------------------------------- |
| 103 Victorias (33 (T)KOs), 6 Derrotas                                           |                                  |                                  |                                                    |                                        |                                  |                                  |                                  |
| Fecha                                                                           | Resultado                        | Oponente                         | Evento                                             | Localización                           | Método                           | Ronda                            | Tiempo                           |
| 05-07-2024                                                                      |                                  | Jackie Buntan                    | ONE Fight Night 23                                 | Bangkok, Tailandia                     |                                  |                                  |                                  |
| Por el Campeonato Mundial Inaugural de Kickboxing de Peso Paja Femenino de ONE. |                                  |                                  |                                                    |                                        |                                  |                                  |                                  |
| 22-12-2023                                                                      | Derrota                          | Phetjeeja Or.Meekun              | ONE Friday Fights 46                               | Bangkok, Tailandia                     | Decisión (Unánime)               | 5                                | 3:00                             |
| Por el Campeonato Mundial Interino de Kickboxing de Peso Átomo Femenino de ONE. |                                  |                                  |                                                    |                                        |                                  |                                  |                                  |
| 30-09-2022                                                                      | Victoria                         | Dangkongfah Banchamek            | ONE on Prime Video 2                               | Kallang, Singapur                      | Decisión (Unánime)               | 3                                | 3:00                             |
| 22-04-2022                                                                      | Victoria                         | Maria Ruumet                     | ONE 156                                            | Kallang, Singapur                      | Decisión (Unánime)               | 3                                | 3:00                             |
| 03-09-2021                                                                      | Victoria                         | Cristina Morales                 | ONE Championship: Empower                          | Kallang, Singapur                      | KO (Gancho izquierdo)            | 2                                | 2:27                             |
| 29-02-2020                                                                      | Victoria                         | Ji Waen Lee                      | Glory 75: Ultrecht                                 | Utrecht, Países Bajos                  | TKO (Paro de la esquina/Lesión)  | 2                                | 3:00                             |
| 22-11-2019                                                                      | Derrota                          | Tiffany van Soest                | Glory 71: Chicago                                  | Chicago, Estados Unidos                | Decisión (Unánime)               | 5                                | 3:00                             |
| Perdió el Campeonato de Peso Súper Gallo Femenino de Glory.                     |                                  |                                  |                                                    |                                        |                                  |                                  |                                  |
| 22-06-2019                                                                      | Victoria                         | Sofia Olofsson                   | Glory 66: Paris                                    | París, Francia                         | TKO (Parada médica)              | 1                                | 2:06                             |
| Defendió el Campeonato de Peso Súper Gallo Femenino de Glory.                   |                                  |                                  |                                                    |                                        |                                  |                                  |                                  |
| 09-03-2019                                                                      | Victoria                         | Tiffany van Soest                | Glory 64: Strasbourg                               | Estrasburgo, Francia                   | Decisión (Dividida)              | 5                                | 3:00                             |
| Defendió el Campeonato de Peso Súper Gallo Femenino de Glory.                   |                                  |                                  |                                                    |                                        |                                  |                                  |                                  |
| 02-11-2019                                                                      | Victoria                         | Jady Menezes                     | Glory 61: New York                                 | Nueva York, Nueva York, Estados Unidos | TKO (Golpes)                     | 2                                | 0:39                             |
| Ganó el Campeonato de Peso Súper Gallo Femenino de Glory.                       |                                  |                                  |                                                    |                                        |                                  |                                  |                                  |
| 10-08-2018                                                                      | Derrota                          | Jady Menezes                     | Glory 56: Denver                                   | Denver, Colorado, Estados Unidos       | Decisión (Dividida)              | 5                                | 3:00                             |
| Perdió el Campeonato de Peso Súper Gallo Femenino de Glory.                     |                                  |                                  |                                                    |                                        |                                  |                                  |                                  |
| 12-05-2018                                                                      | Victoria                         | Amel Dehby                       | Glory 53: Lille                                    | Lille, Francia                         | Decisión (Unánime)               | 5                                | 3:00                             |
| Defendió el Campeonato de Peso Súper Gallo Femenino de Glory.                   |                                  |                                  |                                                    |                                        |                                  |                                  |                                  |
| 31-03-2018                                                                      | Victoria                         | Ashley Nichols                   | Glory 52: Los Angeles                              | Los Ángeles, Estados Unidos            | Decisión (Unánime)               | 3                                | 3:00                             |
| Pelea no-titular.                                                               |                                  |                                  |                                                    |                                        |                                  |                                  |                                  |
| 01-12-2017                                                                      | Victoria                         | Tiffany van Soest                | Glory 48: New York                                 | Nueva York, Nueva York, Estados Unidos | Decisión (Unánime)               | 5                                | 3:00                             |
| Ganó el Campeonato de Peso Súper Gallo Femenino de Glory.                       |                                  |                                  |                                                    |                                        |                                  |                                  |                                  |
| 2017-10-28                                                                      | Victoria                         | Funda Diken Alkayis              | Glory 47: Lyon                                     | Lyon, Francia                          | TKO (Lesión de Pie)              | 3                                | 0:17                             |
| Pelea del Contendiente de Peso Súper Gallo Femenino de Glory.                   |                                  |                                  |                                                    |                                        |                                  |                                  |                                  |
| 2017-07-14                                                                      | Victoria                         | Jady Menezes                     | Glory 43: New York                                 | Nueva York, Nueva York, Estados Unidos | Decisión (Unánime)               | 3                                | 3:00                             |
| 2017-06-03                                                                      | Victoria                         | Fadma Basrir                     | Fighters 3: The Way Of The Champions               | Oberkorn, Luxemburgo                   | Decisión (Unánime)               | 5                                | 3:00                             |
| Ganó el título Mundial de -53.5 kg de AFSO.                                     |                                  |                                  |                                                    |                                        |                                  |                                  |                                  |
| 2017-05-20                                                                      | Victoria                         | Gloria Peritore                  | La Nuit De L'Impact III                            | Saintes, Francia                       | Decisión (Unánime)               | 3                                | 3:00                             |
| 2017-04-08                                                                      | Victoria                         | Chiara Vincis                    | Victory World Series: Oktagon Torino               | Turín, Italia                          | Decisión (Unánime)               | 5                                | 3:00                             |
| Ganó el título de Peso Gallo de ISKA.                                           |                                  |                                  |                                                    |                                        |                                  |                                  |                                  |
| 2017-03-18                                                                      | Victoria                         | Elena Mishchuk                   | La Nuit Des Titans 2017                            | Tours, Francia                         | Decisión                         | 3                                | 3:00                             |
| 2017-02-04                                                                      | Victoria                         | Maria Lobo                       | Muay Thai Emperor Chok Dee                         | Vandœuvre-lès-Nancy, Francia           | Decisión                         | 3                                | 3:00                             |
| 2016-11-19                                                                      | Victoria                         | Fani Peloumpi                    | Radikal Fight Night Gold                           | Charleville-Mézières, Francia          | Decisión                         | 3                                | 3:00                             |
| 2016-10-29                                                                      | Victoria                         | Dilara Yildiz                    | Best Of Siam IX                                    | París, Francia                         | TKO                              | 5                                |                                  |
| 2016-06-24                                                                      | Victoria                         | Therese Gunnarsson               | Monte Carlo Fighting Masters                       | Montecarlo, Mónaco                     | Decisión (Unánime)               | 5                                | 3:00                             |
| Ganó el título Mundial de Peso Mosca de WAKO PRO.                               |                                  |                                  |                                                    |                                        |                                  |                                  |                                  |
| 2016-04-30                                                                      | Victoria                         | Fatima Pinto                     | Kerner Thai                                        | París, Francia                         | Decisión (Unánime)               | 3                                | 3:00                             |
| 2016-03-26                                                                      | Victoria                         | Meryem Uslu                      | Master Fight                                       | Chalon-sur-Saône, Francia              | Decisión (Unánime)               | 3                                | 3:00                             |
| Ganó el título Mundial de -53 kg de la WBC Muay Thai.                           |                                  |                                  |                                                    |                                        |                                  |                                  |                                  |
| 2016-03-12                                                                      | Victoria                         | Donatella Panu                   | La Nuit des Titans 2016                            | Tours, Francia                         | Decisión                         | 3                                | 3:00                             |
| 2016-01-16                                                                      | Victoria                         | Camilla Paiva Rosario            | Muay Thai Attitude IV                              | Conflans-Sainte-Honorine, Francia      | TKO (Parada Médica)              | 2                                |                                  |
| 2015-11-28                                                                      | Victoria                         | Maria Lobo                       | K-1 Victory World Series                           | Levallois-Perret, Francia              | Decisión                         | 3                                | 3:00                             |
| 2015-10-28                                                                      | Derrota                          | E Meidie                         | Kunlun Fight 32                                    | Foshan, China                          | TKO (Retiro)                     | 5                                |                                  |
| Final del Torneo de K-1 de Kunlun.                                              |                                  |                                  |                                                    |                                        |                                  |                                  |                                  |
| 2015-10-28                                                                      | Victoria                         | Xu Zhurong                       | Kunlun Fight 32                                    | Foshan, China                          | Decisión (Unánime)               | 3                                | 3:00                             |
| Semi-Finales del Torneo de K-1 de Kunlun.                                       |                                  |                                  |                                                    |                                        |                                  |                                  |                                  |
| 2015-08-22                                                                      | Victoria                         | Sylwia Juśkiewicz                | Venum Victory World Series 3                       | Debrecen, Hungría                      | Decisión (Unánime)               | 3                                | 3:00                             |
| Ganó el título de -54 kg de K-1 de Venum.                                       |                                  |                                  |                                                    |                                        |                                  |                                  |                                  |
| 2015-07-18                                                                      | Victoria                         | Kailin Ren                       | Kunlun Fight 27                                    | Nanjing, China                         | Decisión (Unánime)               | 3                                | 3:00                             |
| Cuartos de Final del Torneo de K-1 de Kunlun.                                   |                                  |                                  |                                                    |                                        |                                  |                                  |                                  |
| 2015-05-30                                                                      | Victoria                         | Yolande Alonso                   | Road to Bangkok III                                | Cernier, Suiza                         | TKO (Patada a la Cabeza)         | 2                                |                                  |
| Ganó el título Europeo -52 kg de Muay Thai de WFC.                              |                                  |                                  |                                                    |                                        |                                  |                                  |                                  |
| 2015-05-23                                                                      | Victoria                         | Feride Kirat                     | Radikal Fight Night 3                              | Charleville-Mézières, Francia          | TKO (3 Knockdowns)               | 3                                | 3:00                             |
| 2015-04-18                                                                      | Victoria                         | Eva Naranjo                      | Enfusion Live 27                                   | Tenerife, España                       | Decisión (Unánime)               | 3                                | 3:00                             |
| 2015-03-14                                                                      | Victoria                         | Isis Verbeek                     | Enfusion Live 25: Fight Night 1st Edition          | Turnhout, Bélgica                      | Decisión (Unánime)               | 3                                | 3:00                             |
| 2015-02-07                                                                      | Victoria                         | Phet Yodying                     | La Nuit des Titans 2015                            | Tours, Francia                         | KO (Golpes)                      | 3                                |                                  |
| 2014-12-13                                                                      | Victoria                         | Yolande Alonso                   | Victory K-1                                        | Levallois Perret, Francia              | Decisión (Unánime)               | 3                                | 3:00                             |
| 2014-09-23                                                                      | Victoria                         | Iman Barlow                      | Enfusion Reality Season 5: Victory of the Vixen    | Ko Samui, Tailandia                    | KO (Gancho Izquierdo)            | 2                                | 2:28                             |
| Final del Torneo de K-1 de Enfusion.                                            |                                  |                                  |                                                    |                                        |                                  |                                  |                                  |
| 2014-09-23                                                                      | Victoria                         | Ashley Nichols                   | Enfusion Reality Season 5: Victory of the Vixen    | Ko Samui, Tailandia                    | Decisión (Unánime)               | 3                                | 3:00                             |
| Semifinal del Torneo de K-1 de Enfusion.                                        |                                  |                                  |                                                    |                                        |                                  |                                  |                                  |
| 2014-09-23                                                                      | Victoria                         | Johanna Rydberg                  | Enfusion Reality Season 5: Victory of the Vixen    | Ko Samui, Tailandia                    | TKO (Rodillazo al Cuerpo)        | 1                                | 1:11                             |
| Cuartos de final del Torneo de K-1 de Enfusion.                                 |                                  |                                  |                                                    |                                        |                                  |                                  |                                  |
| 2014-09-18                                                                      | Victoria                         | Adi Rotem                        | Enfusion Reality Season 5: Victory of the Vixen    | Ko Samui, Tailandia                    | KO (Gancho de Izquierda)         | 1                                | 2:02                             |
| Primera Ronda del Torneo de K-1 de Enfusion.                                    |                                  |                                  |                                                    |                                        |                                  |                                  |                                  |
| 2014-07-28                                                                      | Victoria                         | Hongthong Liangbrasert           | WPMF Muay Thai Championships                       | Bangkok, Tailandia                     | Decisión (Unánime)               | 5                                | 2:00                             |
| Ganó el título Mundial de -52 kg de Muay Thai de WPMF.                          |                                  |                                  |                                                    |                                        |                                  |                                  |                                  |
| 2014-04-12                                                                      | Victoria                         | Alicia Mermoux                   | Fight Night One                                    | Saint-Étienne, Francia                 | TKO (Paro de la Esquina)         | 3                                |                                  |
| 2014-03-08                                                                      | Victoria                         | Funda Diken Alkayis              | Le Choc des Légendes                               | Vannes, Francia                        | TKO (Paro del Réferi)            | 3                                |                                  |
| Ganó el título Europeo -53 kg de la WBC Muay Thai.                              |                                  |                                  |                                                    |                                        |                                  |                                  |                                  |
| 2013-12-27                                                                      | Derrota                          | Sor Tawanrung Kwanjai            | Klongsarn Muay Thai                                | Bangkok, Tailandia                     | Decisión                         | 5                                | 2:00                             |
| Por el título Mundial de Muay Thai de WPMF.                                     |                                  |                                  |                                                    |                                        |                                  |                                  |                                  |
| 2013-10-26                                                                      | Victoria                         | Ilaria Stivanello                | Choc des guerriers 3 (K-1)                         | L'Isle-d'Espagnac, Francia             | TKO (Patadas Bajas)              | 3                                |                                  |
| 2013-10-11                                                                      | Victoria                         | Soraya Bucherie                  | Warriors Night                                     | París, Francia                         | Decisión (Unánime)               | 3                                | 2:00                             |
| 2013-08-12                                                                      | Victoria                         | Monoprangroj Kampetch            | Queen's Birthday Event                             | Bangkok, Tailandia                     | Decisión (Unánime)               | 5                                | 2:00                             |
| Ganó el título Mundial de S1.                                                   |                                  |                                  |                                                    |                                        |                                  |                                  |                                  |
| 2013-07-05                                                                      | Victoria                         | Clarissa Padua                   | Super Big Match - Muay Thai                        | Patong, Tailandia                      | KO (Patada a la Cabeza y Golpe)  | 3                                |                                  |
| 2013-04-06                                                                      | Derrota                          | Katia Semail                     | 7e Trophée Des Etoiles                             | Aix-en-Provence, Francia               | Decisión                         | 3                                | 3:00                             |
| Por el título Nacional de Francia de K-1.                                       |                                  |                                  |                                                    |                                        |                                  |                                  |                                  |
| 2009-05-23                                                                      | Victoria                         | Jacqueline Beroud                | France Elite 2009: Combats Féminin                 | París, Francia                         | Decisión (Unánime)               | 3                                | 2:00                             |
| 2008-11-08                                                                      | Victoria                         | Cyrielle Girodias                | Night of the Champions II / Nuit de Champions 2008 | París, Francia                         | Decisión (Mayoritaria)           | 3                                | 2:00                             |
| Ganó el Torneo de Night of Champions.                                           |                                  |                                  |                                                    |                                        |                                  |                                  |                                  |
| 2008-11-08                                                                      | Victoria                         | Jacqueline Beroud                | Night of the Champions II / Nuit de Champions 2008 | París, Francia                         | Decisión (Unánime)               | 3                                | 2:00                             |
| 2008-11-08                                                                      | Victoria                         | Maiva Hamadouche                 | Night of the Champions II / Nuit de Champions 2008 | París, Francia                         | Decisión (Unánime)               | 3                                | 2:00                             |